# Imboscata di Žani-Vedeno
L'imboscata di Žani-Vedeno (in russo Засада Жани-Ведено?, Zasada Žani-Vedeno) fu uno scontro avvenuto il 29 marzo del 2000, durante la seconda guerra cecena, tra i militanti separatisti ceceni e una colonna meccanizzata di truppe del ministero dell'Interno russo vicino a Zhani-Vedeno, nel distretto meridionale di Vedeno in Cecenia. A seguito dell'attacco al convoglio e alle forze di soccorso russe, decine di poliziotti russi e truppe paramilitari vennero uccisi o catturati.

## L'imboscata
La mattina del 29 marzo 2000 un gruppo del Ministero dell'Interno russo guidato dal maggiore Valentin Simonov e composto da circa 48 uomini, secondo il racconto russo (41 di loro erano membri della polizia speciale OMON del territorio di Perm', principalmente dalla città di Berezniki, e il resto era costituito da poliziotti ceceni e soldati paramilitari delle truppe interne), stava per condurre una cosiddetta operazione di "sgombero" (začistka) nel villaggio di Centoroj negli altopiani meridionali della Cecenia vicino a Vedeno. La colonna era formata da un veicolo da trasporto Ural-4320, un camion ZIL-131 e un blindato BTR-80s per il trasporto truppe. Un'unità aviotrasportata russa che era di stanza nelle vicinanze intercettò una comunicazione dei separatisti sui preparativi per l'imboscata, ma non riuscì ad avvertire in tempo il convoglio (forse apposta, dato il diffuso odio per le truppe OMON in tutta la Russia e soprattutto nel contesto del conflitto ceceno).

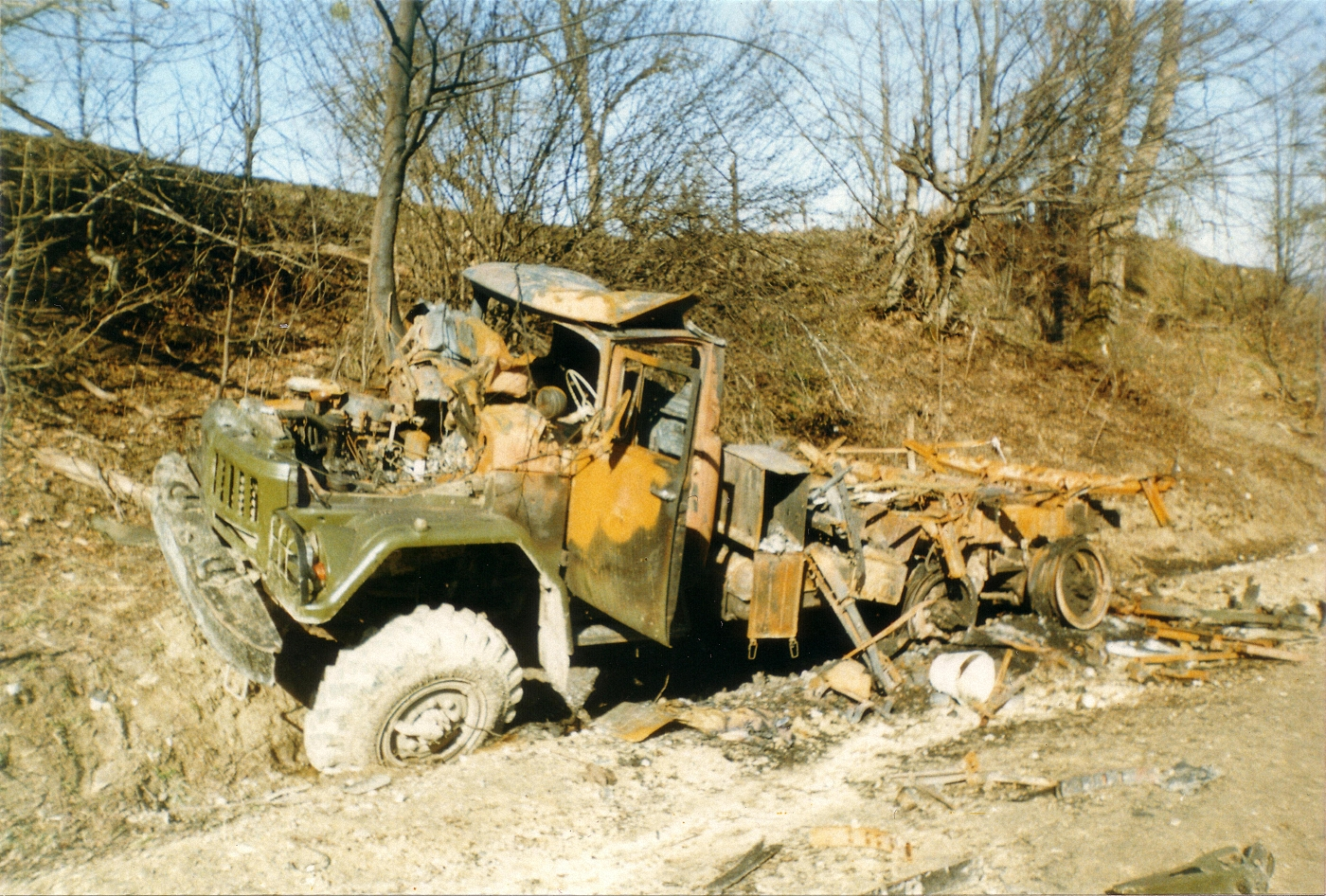
Il camion blindato ZIL-131 distrutto in seguito all'agguato.

Verso le 7 o le 8 del mattino MSK, la colonna si fermò dopo che uno dei camion si ruppe prima di entrare nel luogo scelto per l'imboscata. Il maggiore Valentin decise di controllare personalmente una casa bombardata nelle vicinanze e scoprì per caso un piccolo gruppo di combattenti ribelli nascosto lì. Fu il primo ad essere ucciso, colpito a morte mentre entrava nella abitazione (pochi secondi dopo venne colpito anche un ufficiale OMON che stava registrando l'ispezione con una videocamera). Una volta iniziato lo scontro, altri ribelli, che si nascondevano nelle vicinanze nel sottobosco e dietro gli alberi, circondarono la colonna e si unirono all'attacco. Fecero saltare in aria il camion che trasportava lanciagranate e munizioni e bloccarono il resto del convoglio con una pioggia di colpi di arma da fuoco e granate. Alcuni uomini russi scapparono e si nascosero nella foresta vicina. I ribelli uccisero tutti i componenti del BTR separato dal gruppo (il mezzo aveva continuato a guidare prima dell'attacco) e catturarono il veicolo intatto, ma in seguito lo abbandonarono e lo bruciarono.

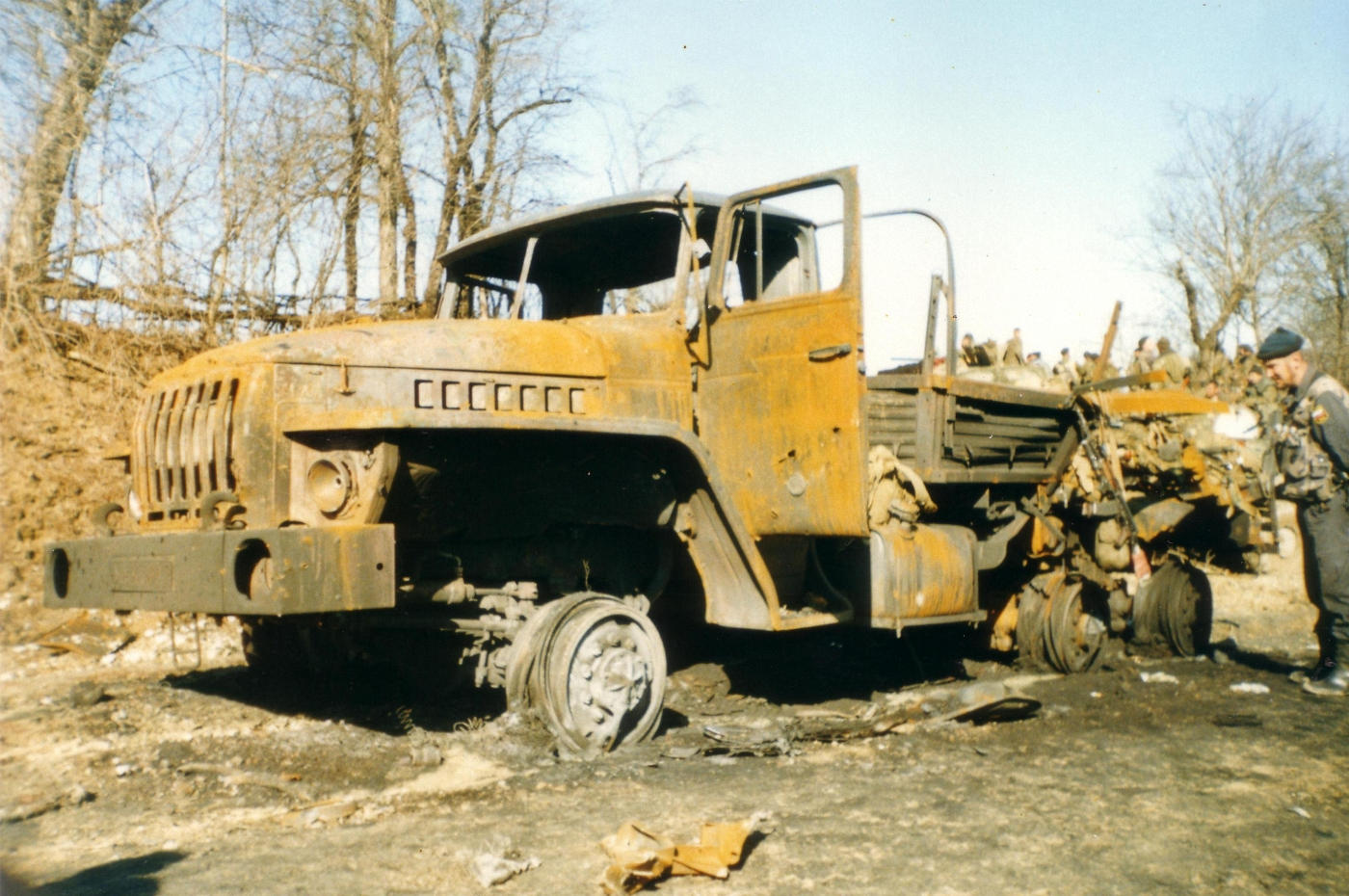
Il camion Ural-4320 distrutto dai separatisti durante l'imboscata.

Durante l'attacco arrivarono in supporto alcuni elicotteri d'attacco russi, i loro razzi si scagliarono anche contro i loro uomini nascosti dentro la foresta, ma non riuscirono a cacciare i ribelli. Una seconda colonna OMON, del territorio di Perm', composta da 107 soldati venne inviata in soccorso, ma venne attaccata da altri ribelli all'altezza 817, situata a 500 metri dal luogo dell'imboscata. Sei soldati della seconda colonna di soccorso vennero uccisi e quindici vennero feriti prima che la missione di soccorso venisse annullata. Il contatto radio con il convoglio intrappolato venne perso alle 14:30. Alcuni dei soldati russi feriti si suicidarono con le proprie granate, undici vennero catturati, mentre cinque riuscirono a nascondersi o a fuggire.

## Conseguenze

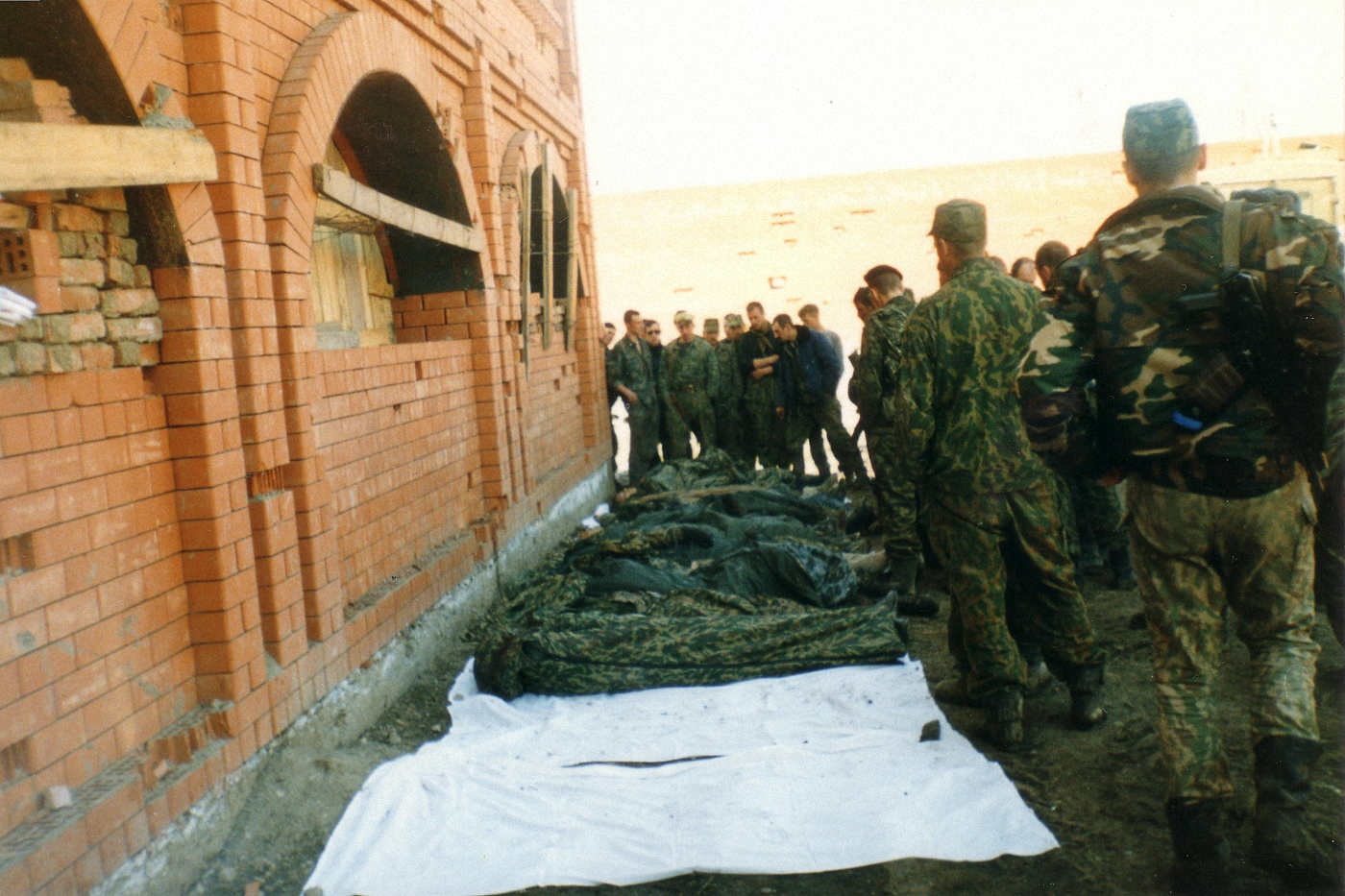
Soldati della OMON provenienti dal territorio di Perm' guardano i cadaveri dei loro colleghi, morti durante l'imboscata.

All'inizio, i funzionari russi tentarono di nascondere le perdite. Il giorno stesso, il ministro dell'Interno russo Vladimir Rušajlo affermò che la situazione in Cecenia "è completamente controllata" dalle forze russe. Nonostante solo cinque soldati riuscissero a salvarsi, il portavoce del Cremlino in Cecenia, Sergej Jastržembskij, disse ai giornalisti che "delle 49 truppe che erano nella colonna ieri, 16 sono vive e stanno bene. Ora sono assolutamente al sicuro". Le unità russe riuscirono a mettere in sicurezza l'ex campo di battaglia solo due giorni dopo, nel pomeriggio del 31 marzo. Trascorsero i due giorni successivi a raccogliere i cadaveri, molti di loro avevano addosso delle trappole esplosive, per questo motivo molti cadaveri vennero mutilati. Riuscirono a trovare anche un ufficiale OMON gravemente ferito da tre giorni.

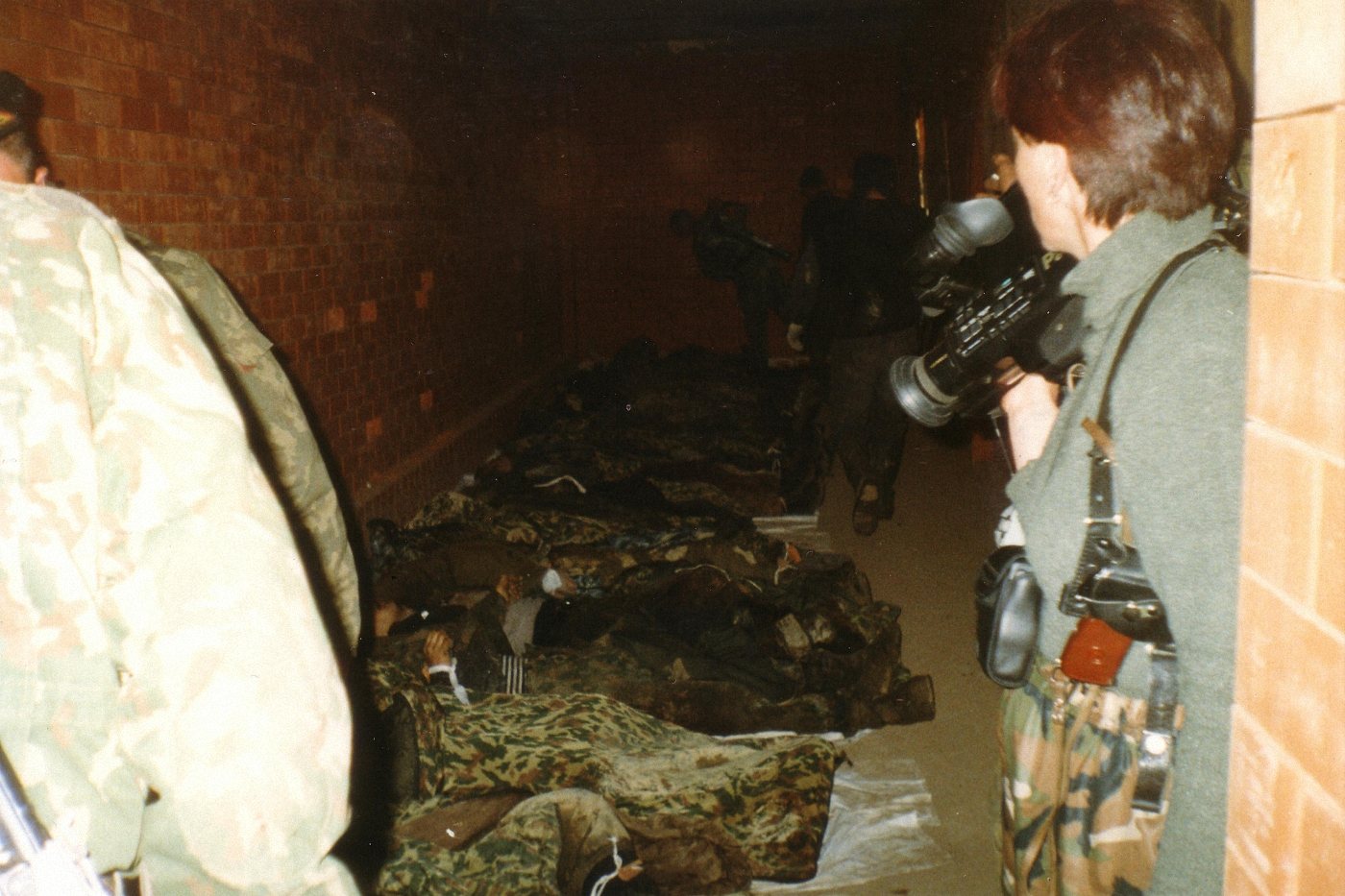
Cadaveri di agenti della OMON del territorio di Perm'.

I ribelli ceceni affermarono di aver giustiziato nove dei loro undici prigionieri, fucilandoli pubblicamente la mattina del 4 aprile 2000. Secondo la dichiarazione, i prigionieri vennero uccisi perché i russi avevano rifiutato un'offerta per scambiarli con il comandante dell'unità di mezzi corazzati Jurij Budanov, che fu arrestato in Russia con l'accusa di aver violentato e ucciso una donna cecena di 18 anni di nome Ėl'za Kungaeva. Nel frattempo, tre ufficiali dell'unità d'élite Gruppo Alpha dell'FSB vennero uccisi da una mina terrestre durante la ricerca degli ostaggi.
Michail Labunec, comandante del distretto delle truppe interne del Caucaso settentrionale, accusò un reggimento aviotrasportato di stanza a Vedeno di non essere intervenuto in soccorso e disse che era quasi impossibile per le unità OMON garantire un adeguato supporto aereo e di fuoco a causa della lunga inimicizia tra l'esercito federale e la polizia. Il 4 aprile il ministro dell'Interno Rušajlo volò in Cecenia per valutare le accuse e ordinò un'indagine completa. Il ministro della Difesa russo Igor' Sergeev accusò "la mancanza di un comando fermo e centralizzato", mentre il comandante delle truppe aviotrasportate, il generale Gennadij Trošev, denunciò l'atto come un atto di tradimento. La vedova del maggiore Simonov, Nadja, scioccò i generali rifiutandosi di accettare la medaglia che suo marito aveva ricevuto postumumamente per il suo ruolo nella battaglia, protestando contro la guerra in Cecenia.
Secondo le indagini, l'imboscata venne perpetrata da un gruppo multinazionale guidato da un comandante arabo di origine saudita noto come Abu Quteiba e appartenente alle forze della Brigata internazionale islamica dell'Emiro Ibn al-Khattab. Era composto principalmente da uomini provenienti dal villaggio "wahhabita" di Karamachi, nel Daghestan, che si dichiarò autogovernato alla fine degli anni '90 e fu distrutto dalle truppe federali durante una repressione del separatismo islamico nella repubblica nel 1999. Sette sospetti ex membri di questa formazione (tra cui quattro ex residenti di Karamachi e nativi del Tatarstan e Karačaj-Circassia) vennero successivamente arrestati e processati insieme dalla Corte Suprema del Daghestan. Nel 2001, cinque di essi vennero condannati per aver partecipato direttamente all'attacco. La sentenza del tribunale si basò sulle dichiarazioni rilasciate da due degli imputati e poi ritirate all'inizio del processo, quando affermarono di averle rese sotto minaccia di tortura da parte degli investigatori dell'FSB.
L'ufficiale OMON Sergej Udačin (o Sergej Sobjanin in alcuni rapporti) fu uno dei primi soldati a morire durante l'imboscata e la sua videocamera gli venne rubata. I ribelli utilizzarono la sua macchina per documentare il lato separatista del conflitto, anche allo scopo di registrare le truppe russe uccise e catturate. Alla fine, il filmato dell'attacco divenne pubblico quando la CNN lo scoprì e lo trasmise per la prima volta come parte del suo documentario "Deadlock: Russia's Forgotten War" nel 2002. Il documentario includeva anche interviste con i sopravvissuti russi all'incidente.

## Perdite
Durante l'imboscata morirono, oltre che catturati e giustiziati, 36 agenti OMON del territorio di Perm' e 7 soldati della divisione "Taman'". Il numero dei feriti si aggira tra i 15 e i 17 uomini.
Le perdite dei militanti separatisti sono sconosciute. Due cadaveri di mercenari stranieri (presumibilmente arabi) furono rimossi dal campo di battaglia e sepolti vicino all'allora sede della compagnia del comandante (la villa di Šamil Basaev, poi la casa fu distrutta dai genieri delle forze federali) con l'obiettivo di un successivo scambio dei corpi dei poliziotti scomparsi. Lo scambio ebbe luogo.

### Elenco delle perdite delle forze federali
Poliziotti di Perm uccisi in battaglia o catturati e giustiziati:
1. Maggiore di polizia Valentin Dmitrievič Simonov (12/06/1965 - 29/03/2000, OMON presso la direzione degli affari interni di Berezniki);
2. Tenente anziano della milizia Vasilij Anatol'evič Kon'šin (14/01/1967 - 29/03/2000, OMON presso la direzione centrale degli affari interni del  territorio di Perm');
3. Tenente anziano della milizia Evgenij Stanislavovič Turovskij (09/09/1963 - 29/03/2000, OMON presso la direzione centrale degli affari interni del territorio di Perm');
4. Tenente anziano della milizia Al'bert Gurbandurdyevič Metguliev (18/07/1965 - 29/03/2000, OMON presso la direzione centrale degli affari interni della regione di Perm');
5. Tenente di polizia Aleksandr Viktorovič Zazdravnych (24/01/1966 - 29/03/2000, OMON presso la direzione degli affari interni della città di Berezniki, regione di Perm');
6. Tenente di polizia Al'bert Vladimirovič Kananovič (24/11/1972 - 29/03/2000, OMON presso la direzione degli affari interni della città di Berezniki, regione di Perm');
7. Tenente di polizia Jurij Anatol'evič Kuznecov (05/09/1966 - 29/03/2000, OMON presso la direzione degli affari interni della città di Berezniki, regione di Perm');
8. Alto ufficiale di mandato della milizia Sergej Borisovič Sobjanin (19/04/1971 - 29/03/2000, OMON presso la direzione degli affari interni di Berezniki);
9. Alto ufficiale di mandato della milizia Jurij Igorevič Avetisov (2/08/1970 - 29/03/2000, OMON presso la direzione degli affari interni della città di Berezniki, regione di Perm');
10. Alfiere della milizia Andrej Vjačeslavovič Annenkov (06/02/1969 - 29/03/2000, Dipartimento degli affari interni del distretto di Okhansky della Direzione centrale degli affari interni della regione di Perm');
11. Guardiamarina della milizia Andrej Vjačeslavovič Zyrjanov (20/12/1970 - 29/03/2000, OMON presso la direzione degli affari interni della città di Berezniki, regione di Perm');
12. Guardiamarina della milizia Michail Valer'evič Lomakin (26/10/1974 - 29/03/2000, OMON presso la direzione degli affari interni di Berezniki);
13. Guardiamarina della milizia Valerij Vladimirovič Muntjan (31/10/1975 - 29/03/2000, OMON presso la direzione degli affari interni della città di Berezniki, regione di Perm');
14. Guardiamarina della polizia Sergej Viktorovič Maljutin (24/01/1975 - 29/03/2000, OMON presso la direzione degli affari interni di Berezniki);
15. Alfiere della milizia Evgenij Vladimirovič Prosvirnev (14/05/1975 - 29/03/2000, Dipartimento degli affari interni del distretto Gornozavodsky della regione di Perm');
16. Guardiamarina della polizia Marat Farsovič Šajchraziev (08/01/1965 - 29/03/2000, OMON presso la direzione degli affari interni della città di Berezniki, regione di Perm');
17. Caposquadra della milizia Aleksandr Viktorovič Kistanov (24/03/1970 - 29/03/2000, Dipartimento degli affari interni del distretto di Perm della regione di Perm');
18. Caposquadra della milizia Jurij Egorovič Permjakov (21/03/1973 - 29/03/2000, OMON presso la direzione degli affari interni della città di Berezniki, regione di Perm');
19. Caposquadra della milizia Aleksej Nikolaevič Ryžikov (08/07/1978 - 29/03/2000, OMON presso la direzione degli affari interni di Berezniki);
20. Caposquadra della milizia Vitalij Jur'evič Sergeev (12/08/1967 - 29/03/2000, OMON presso la direzione degli affari interni di Berezniki);
21. Caposquadra della milizia Sergej Igorevič Udačin (24/05/1962 - 29/03/2000, OMON presso la direzione degli affari interni di Berezniki);
22. Sergente di polizia senior Aleksandr Borisovič Zjuzjukin (1/10/1977 - 29/03/2000, OMON presso la direzione degli affari interni della città di Berezniki, regione di Perm');
23. Sergente di polizia senior Vjačeslav Valer'evič Morozov (17/12/1972 - 29/03/2000, Direzione degli affari interni del distretto di Sverdlovsk di Perm');
24. Sergente di polizia senior Vladimir Ivanovič Okulov (2/07/1974 - 29/03/2000, dipartimento di polizia di Ciajkovskij, regione di Perm');
25. Sergente di polizia senior Aleksandr Jur'evič Pervušin (05/01/1976 - 29/03/2000, dipartimento di polizia del distretto di Cherdynsky della regione di Perm');
26. Sergente di polizia senior Vadim Vjačeslavovič Puškarev (7/12/1971 - 29/03/2000, OMON presso la direzione degli affari interni della città di Berezniki, regione di Perm');
27. Sergente di polizia Vitalij Anatol'evič Efanov (31/08/1977 - 29/03/2000, Dipartimento degli affari interni del distretto di Krasnovishersky della Direzione centrale degli affari interni della regione di Perm');
28. Sergente di polizia Dmitrij Viktorovič Makarov (03/01/1973 - 29/03/2000, OMON presso la direzione degli affari interni di Berezniki);
29. Sergente di polizia Ėduard Ivanovič Tarasov  (26/08/1974 - 29/03/2000, OMON presso la direzione degli affari interni di Berezniki);
30. Sergente di polizia junior Vladimir Jur'evič Emšanov (13/09/1967 - 29/03/2000, OMON presso la direzione degli affari interni di Berezniki);
31. Sergente di polizia junior Evgenij Ivanovič Kireev (28/02/1977 - 29/03/2000, OMON presso la direzione degli affari interni di Berezniki);
32. Sergente di polizia minore Evgenij Vladimirovič Tolstjakov (6/10/1978 - 29/03/2000, OMON presso la direzione degli affari interni di Berezniki);
33. Sergente di polizia minore Grigorij Michajlovič Užegov (12/09/1977 - 29/03/2000, OMON presso la direzione degli affari interni di Berezniki);
34. Sergente di polizia junior Oleg Anatol'evič Davydov (25/09/1965 - 29/03/2000, OMON presso la direzione degli affari interni della città di Berezniki della direzione centrale degli affari interni del territorio di Perm');
35. Sergente di polizia junior Sergej Vital'evič Igitov (29/06/1977 - 29/03/2000, Dipartimento degli affari interni del distretto Motovilikha di Perm');
36. Milizia privata Evgenij Vjačeslavovič Ržanov (10/06/1977 - 29/03/2000, Dipartimento degli affari interni della città di Kungur, territorio di Perm').

Soldati della divisione "Taman'" uccisi in battaglia o catturati e giustiziati:
1. Caporale Gennadij Obrazcov (autista del BTR-80s, catturato e in seguito giustiziato);
2. Soldato Sergej Anatol'evič Nikolenko;
3. Soldato Andrej Petrovič Karpuchin;
4. Soldato Sergej Viktorovič Sasin;
5. Soldato Zenur Adljamovič Nizamov;
6. Soldato Dmitrij Jur'evič Efimov;